# Bill Davis (baloncestista)
William F. "Bill" Davis (3 de octubre de 1921-Harvey, Illinois, 30 de noviembre de 1975) fue un jugador de baloncesto estadounidense que disputó una temporada en la BAA, y otra más en la PBLA. Con 1,91 metros de estatura, jugaba en la posición de alero.

## Trayectoria deportiva

### Universidad
Jugó durante su etapa universitaria con los Fighting Irish de la Universidad de Notre Dame, siendo junto a Bob Rensberger y Bob Faught los primeros jugadores de dicha institución en llegar a jugar en la BAA o la NBA.

### Profesional
En 1946 fichó por los Chicago Stags de la recién creada BAA, con los que jugó una temporada, en la que alcanzaron las finales en las que cayeron ante los Philadelphia Warriors, promediando 1,8 puntos por partido.
Al año siguiente fichó por los Grand Rapids Rangers de la PBLA, con los que disputó una temporada, en la que promedió 5,5 puntos por partido, siendo su mejor anotación en un partido de 10 puntos.

## Estadísticas de su carrera en la BAA

### Temporada regular
| Temporada | Edad | Equipo        | Liga | Pos. | P  | TIT | MIN | TC  | TCA | %TC  | 3P | 3PA | %3P | TL  | TLA | %TL  | R.OF. | R.DEF. | REB | ASIS | ROB | TAP | PER | FP  | PTS |
| 1946-47   | 25   | Chicago Stags | BAA  |      | 47 |     |     | 0.7 | 3.1 | .240 |    |     |     | 0.3 | 0.9 | .341 |       |        |     | 0.2  |     |     |     | 2.0 | 1.8 |
| Total     |      |               | BAA  |      | 47 |     |     | 0.7 | 3.1 | .240 |    |     |     | 0.3 | 0.9 | .341 |       |        |     | 0.2  |     |     |     | 2.0 | 1.8 |

### Playoffs
| Temporada | Edad | Equipo        | Liga | Pos. | P | TIT | MIN | TC  | TCA | %TC  | 3P | 3PA | %3P | TL  | TLA | %TL  | R.OF. | R.DEF. | REB | ASIS | ROB | TAP | PER | FP  | PTS |
| 1946-47   | 25   | Chicago Stags | BAA  |      | 7 |     |     | 0.3 | 2.0 | .143 |    |     |     | 0.3 | 0.7 | .400 |       |        |     | 0.0  |     |     |     | 1.4 | 0.9 |
| Total     |      |               | BAA  |      | 7 |     |     | 0.3 | 2.0 | .143 |    |     |     | 0.3 | 0.7 | .400 |       |        |     | 0.0  |     |     |     | 1.4 | 0.9 |